# Афанасково
Афанасково — деревня в Грязовецком районе Вологодской области.
Входит в состав Вохтожского муниципального образования, с точки зрения административно-территориального деления — в Вохтогский сельсовет.
Расстояние по автодороге до районного центра Грязовца — 69 км, до центра муниципального образования Вохтоги — 5 км.
По данным переписи в 2002 году постоянного населения не было.